# Valoreille
Valoreille ist eine französische Gemeinde mit 125 Einwohnern (Stand: 1. Januar 2022) im Département Doubs in der Region Bourgogne-Franche-Comté.

## Geographie
Valoreille liegt auf 720 m, sechs Kilometer südwestlich von Saint-Hippolyte und etwa 24 Kilometer südlich der Stadt Montbéliard (Luftlinie). Das Dorf erstreckt sich im Jura, an aussichtsreicher Lage an einem leicht nach Süden geneigten Hang des Höhenrückens Montaigu, hoch über dem Tal des Dessoubre, gegenüber von Maîche. Das Gemeindegebiet gehört zum Regionalen Naturpark Doubs-Horloger.
Die Fläche des 7,58 km² großen Gemeindegebiets umfasst einen Abschnitt des französischen Juras. Der nördliche Teil des Gebietes wird vom breiten Höhenrücken des Montaigu eingenommen, der das Dessoubre-Tal im Süden von der Hochfläche von Les Terres-de-Chaux im Norden trennt. Mit 865 m wird auf diesem Höhenzug die höchste Erhebung von Valoreille erreicht. Parallel zum Höhenzug verläuft an dessen Südhang eine Vorterrasse, die steil gegen das Dessoubre-Tal abfällt. Nach Süden erstreckt sich das Gemeindeareal über das Einzugsgebiet eines kurzen linken Seitentals bis an den tief eingeschnittenen Flusslauf des Dessoubre hinunter, welcher mit seinem gewundenen Lauf die südliche Grenze bildet.
Nachbargemeinden von Valoreille sind Les Terres-de-Chaux im Norden, Fleurey im Osten, Orgeans-Blanchefontaine und Vauclusotte im Süden sowie Belleherbe im Westen.

## Geschichte
Im Mittelalter gehörte Valoreille zum Gebiet der Herrschaft Châtillon-sous-Maîche, die unter der Oberhoheit der Grafen von Burgund stand. Zusammen mit der Franche-Comté gelangte das Dorf mit dem Frieden von Nimwegen 1678 an Frankreich.

## Sehenswürdigkeiten
Die Dorfkirche von Valoreille wurde im 17. Jahrhundert errichtet. Der Herrschaftssitz Maison des Seigneurs neben der Kirche datiert aus dem 16. Jahrhundert. Im Ortskern sind zahlreiche Bauernhäuser im traditionellen Stil der Franche-Comté aus dem 16. bis 19. Jahrhundert erhalten.

## Bevölkerung
| Jahr                       | 1962 | 1968 | 1975 | 1982 | 1990 | 1999 | 2016 |
| Einwohner                  | 127  | 107  | 99   | 110  | 104  | 90   | 129  |
| Quellen: Cassini und INSEE |      |      |      |      |      |      |      |

Mit 125 Einwohnern (Stand 1. Januar 2022) gehört Valoreille zu den kleinsten Gemeinden des Départements Doubs. Nachdem die Einwohnerzahl in der ersten Hälfte des 20. Jahrhunderts deutlich abgenommen hatte (1881 wurden noch 232 Personen gezählt), wurden seit Beginn der 1970er Jahre nur noch geringe Schwankungen verzeichnet.

## Wirtschaft und Infrastruktur
Valoreille war bis weit ins 20. Jahrhundert hinein ein vorwiegend durch die Landwirtschaft (Viehzucht und Milchwirtschaft, etwas Acker- und Obstbau) geprägtes Dorf. Noch heute leben die Bewohner zur Hauptsache von der Tätigkeit im ersten Sektor. Außerhalb des primären Sektors gibt es nur wenige Arbeitsplätze im Dorf. Einige Erwerbstätige sind auch Wegpendler, die in den umliegenden größeren Ortschaften ihrer Arbeit nachgehen.
Die Ortschaft liegt abseits der größeren Durchgangsstraßen an der Departementsstraße D255, die von Saint-Hippolyte nach Belleherbe führt. Weitere Straßenverbindungen bestehen mit Vauclusotte und Les Terres-de-Chaux.